# Пермский государственный архив социально-политической истории
Пермский государственный архив социально-политической истории — архив в городе Перми, содержащий документы, которые отражают все периоды в истории Прикамья XX и начала XXI веков: документы партийного, комсомольского и профсоюзного строительства, документы, связанные с политическими репрессиями. Также в архиве хранится более ста личных фондов и коллекций документов личного происхождения.

## История
Отдел истпарта при Пермском губкоме РКП(б) создан в декабре 1920 года.
В 1930 году Пермский Истпарт прекратил свою деятельность. На основе «Положения о едином партийном архиве ВКП(б)», утверждённого секретариатом ЦК ВКП(б) 28 июня 1929 года, упразднены истпарты и созданы укрупнённые партийные архивы.
3 октября 1938 года Пермская область выделена из состава Свердловской, через год образовался Пермский партархив.
В 1986 году архив получил новое специализированное здание по ул. Екатерининской (Большевистской), 162.
17 сентября 1991 года на базе партийного архива Пермского обкома КПСС образован Государственный архив новейшей истории и общественно-политических движений Пермской области (ГАНИОПДПО).
В августе 2001 года произошло слияние ГАНИОПДПО и Государственного архива по делам политических репрессий Пермской области (ГАДПРПО). Создан новый Государственный общественно-политический архив Пермской области (ГОПАПО).
В ноябре 2002 года архив преобразован в Государственное областное учреждение, изменился его нормативно-правовой и финансово-хозяйственный статус.
В апреле 2009 года архив переименован в Пермский государственный архив новейшей истории (ПермГАНИ).
С 2015 года учреждение получило название Пермского государственного архива социально-политической истории (ПермГАСПИ).

## Директора
- К. Г. Ольховская (1920?—1929)
- М. И. Герасимова (1938—1945)
- Е. П. Крылова (1945—1946)
- С. А. Ларькин (1946—1962)
- Н. А. Аликина (1962—1981)
- к.и.н. В. Г. Светлаков (1981—2001)
- к.и.н. М. Г. Нечаев (2001—2009)
- Л. П. Белкин (и. о., 2009)
- С. А. Пономарёв (2010—2015)
- С. В. Неганов (с 2015)[3]